# Doktor Strange u Multiverzumu Ludila
Doktor Strange u Multiverzumu Ludila (eng. Doctor Strange in the Multiverse of Madness)   je američki film o superjunacima temeljen na liku Marvel Comicsa, Doktor Strange. U produkciji Marvel Studija i distribuciji Walt Disney Studios Motion Pictures.
Film je nastavak Doctor Strangea (2016.), ujedno i 28. film u Marvel Cinematic Universeu (MCU). A u njemu u glavnim ulogama su Benedict Cumberbatch kao dr. Stephen Strange, zajedno s Elizabeth Olsen, Chiwetelom Ejioforom, Benedictom Wongom, Xochitlom Gomezom, Michaelom Stuhlbargom i Rachel McAdams. U filmu Strange putuje u multiverzum kako bi se suočio s novim neprijateljem.

## Radnja
Nakon događaja u Spider-Manu: Put bez povratka (2021.), prve sezone Lokija (2021.) i miniserije WandaVision (2021.), Stephen Strange, uz pomoć starih i novih saveznika, putuje u multiverzum kako bi se suočio s tajanstvenim novim neprijateljem.

## Glumačka postava
- Benedict Cumberbatch kao dr. Stephen Strange / Doktor Strange, poznati neurokirurg koji nakon prometne nesreće otkriva svijet magije i alternativnih dimenzija. Strange također posjeduje Levitacijski plašt, koji mu omogućuje da leti, i Agamottovo oko, snažan artefakt sposoban "manipulirati vjerojatnostima i vremenom".
- Elizabeth Olsen kao Wanda Maximoff / Grimizna Vještica: osvetnik koji može iskoristiti magiju, koristiti telepatiju, telekinezu, i promijeniti stvarnost.
- Chiwetel Ejiofor kao Mordo, stari student Drevnog sa Strangeom. Za razliku od stripova, lik nije potpuno zao i lik je sjedinjenje nekoliko likova iz svemira Doctor Strangea.
- Benedict Wong kao Wong, jedan od majstora mistične umjetnosti, zadužen za zaštitu najvažnijih relikvija Kamar-Taja.
- Xochitl Gomez kao Amerika Chavez: tinejdžerica s mogućnošću putovanja kroz dimenzije.
- Michael Stuhlbarg kao Nicodemus West, suparnički kirurg Strangea.
- Rachel McAdams kao Christine Palmer, Strangeova kolegica, kirurg.
- Michael Stuhlbarg kao Nicodemus West, suparnički kirurg Strangea.

Osim spomenutih, Patrick Stewart ponovit će svoju ulogu Charlesa Xaviera /Profesora X iz filmskog serijala X-Men. U filmu se pojavljuju i likovi Gargantos, kojeg glumi Yenifer Molina i Rintrah, minotaur u Kamar-Taju, kojeg glumi Adam Hugill.

## Glazba
Soundtrack je povjeren Michaelu Giacchinu, bivšem skladatelju Doktora Strangea, ali nakon što je Sam Raimi angažiran za redatelja, Danny Elfman je angažiran kao novi skladatelj.

## Promidžba
Prva najava teasera prikazana je kao scena nakon završne špice, u kino izdanju filma Spider-Man: Put bez povratka, i objavljena je 22. prosinca 2021. Drugi trailer objavljen je 14. veljače 2022. tijekom Super Bowla 2022. godine.

## Distribucija
Izlazak u kina u Sjedinjenim Državama bilo je zakazano za 7. svibnja 2021., ali nakon pandemije COVID-19 prvotno je odgođeno za 5. studenoga 2021., a zatim je ponovno odgođen na 25. ožujka 2022. i konačno kasnije na 6. svibnja 2022. U Hrvatskoj film će biti pušten u kina dan ranije, 5. svibnja.

## Vanjske poveznice
- Službena stranica marvel.com
- Doktor Strange u Multiverzumu Ludila u internetskoj bazi filmova IMDb-a